# 靖港区
靖港区，原湖南省望城县县辖区，1995年长沙地区撤区并乡时撤销。原“靖港区”位于望城县北部，沩水以北、湘江以西，主要集中于大众垸区域，南面与本县高塘岭区、城关镇（今高塘岭镇）隔沩水相邻，东面隔湘江与铜官区及霞凝区相望，西部和北部分别与宁乡县、益阳县（今赫山区）相接。撤销以前辖有原靖港镇、靖港乡、新康乡、格塘乡和乔口乡（乔口镇）5乡镇，亦即今靖港镇、乔口镇、格塘乡和新康乡之全境范围。